# Manuel Konrad
Manuel Konrad (* 14. April 1988 in Illertissen) ist ein deutscher Fußballspieler, der meist im defensiven Mittelfeld eingesetzt wird.

## Werdegang
Konrad spielte in der Jugend für den TSV Obenhausen, den TSV Neu-Ulm und den SSV Ulm 1846. 2003 wechselte er in die Jugendabteilung von SC Freiburg. Von 2003 bis 2005 besuchte er die Max Weber-Schule in Freiburg. Über die Jugendmannschaften und die zweite Mannschaft des SC kam er in der Saison 2006/07 zu einem Profivertrag. Spielpraxis sammelte er dennoch zumeist in der Oberligamannschaft.
In der Hinrunde 2006/07 kam er zu seinem ersten Profieinsatz, als er am 25. August 2006 eine Halbzeit lang im Spiel gegen die SpVgg Unterhaching auf dem Rasen stand. Im Herbst 2007 wurde er mit der Fritz-Walter-Medaille in Silber des Jahrgangs U-19 ausgezeichnet. Nach insgesamt nur vier Zweitligaspielen in zweieinhalb Spielzeiten wurde er in der Winterpause der Saison 2008/09 an den Drittligisten SpVgg Unterhaching ausgeliehen und schloss sich dem Verein im Sommer 2009 dauerhaft an. Für die SpVgg erzielte er am 26. Spieltag gegen den SSV Jahn Regensburg sein erstes Tor im Profifußball.
Im Mai 2010 unterzeichnete Konrad einen Vertrag beim Zweitligisten FSV Frankfurt. Der Vertrag lief bis zum Ende der Saison 2011/12. Zunächst hatte er nur in der U-23 Mannschaft des FSV in der Regionalliga Süd einen Stammplatz, ab dem zehnten Spieltag setzte ihn Trainer Hans-Jürgen Boysen nach dem verletzungsbedingten Ausfall von Andreas Dahlén und Marc Stein auf der für Konrad ungewohnten Linksverteidigerposition ein. Auch in der Saison 2011/12 kam er zunächst kaum zum Zug, da mit Nils Teixeira ein Neuzugang die Position als Linksverteidiger einnahm. In der Rückrunde sprang er bei verletzungsbedingten Ausfällen von Björn Schlicke oder Gledson als Innenverteidiger ein. Unter dem neuen Trainer Benno Möhlmann stand Konrad auf dieser Position zum Ende der Runde schließlich häufig in der Startelf und kam auf insgesamt 14 Einsätze. Sein Vertragslaufzeit wurde um ein Jahr verlängert. Ab Juni 2014 war Konrad Mannschaftskapitän des FSV Frankfurt; sein Vertrag lief bis zum 30. Juni 2018.
Am 26. Mai 2016 gab Zweitliga-Aufsteiger Dynamo Dresden die Verpflichtung von Konrad bekannt. Er unterschrieb einen bis 30. Juni 2018 laufenden Vertrag.
Nachdem sein Vertrag 2018 ausgelaufen ist, wechselte er zur Saison 2018/19 zum Drittligisten KFC Uerdingen, bei dem Konrad einen Vertrag bis 2021 unterschrieb. Im September 2019 spielte er eine „Standpauke“ des Vereinspräsidenten Michail Ponomarjow nach einer Niederlage nach und erhielt deshalb von Uerdingen eine vereinsinterne Sperre von zwei Spielen und eine Geldstrafe. Insgesamt bestritt Konrad 27 von 38 möglichen Spielen in der Saison 2019/20 für Uerdingen und schoss dabei ein Tor.
Im Sommer 2020 teilte ihm der Verein mit, dass er in den Planungen für die neue Saison 2020/21 nicht berücksichtigt sei, und forderte ihn auf, sich einen neuen Verein zu suchen. Nachdem Konrad dies bis zum Ablauf der wegen der COVID-19-Pandemie verlängerten Transferfensters nicht gelungen war, wurde am 5. Oktober 2020 die Auflösung des bisherigen Vertrages im gegenseitigen Einvernehmen vereinbart.
Nachdem er bis Ende Februar 2021 vertrags- und vereinslos war, unterschrieb er am 22. Februar 2021 einen Vertrag beim Selangor FA. Der Verein aus Malaysia spielt in der ersten Liga des Landes, der Malaysia Super League.
Zu Beginn des Jahres 2022 kehrte Konrad nach Deutschland zurück und schloss sich der SG Sonnenhof Großaspach an. Bis zum Ende der Saison 2021/22 kam er auf drei Einsätze in der Regionalliga Südwest. Nach dem Abstieg in die Oberliga Baden-Württemberg bestritt Konrad dort zehn weitere Spiele, in denen er zwei Tore erzielte. Aus privaten Gründen löste er seinen Vertrag bei Sonnenhof Großaspach Ende Januar 2023 auf, um in seine mittelschwäbische Heimat zurückzukehren.

## Auszeichnungen
- 2005 Fritz-Walter-Medaille in Silber in der Kategorie U19